# 副总统
副總統，在「總統制」的國家為中央政府的行政部門位階第二高的長官，僅次於總統，並協助總統處理國政，也是總統的執政夥伴及顧問和代表總統出席重要場合。副總統也是「備位元首」，當作為國家元首的總統在任期當中死亡、因犯罪被解除職務或是不能視事時，副總統繼位之。有些國家的副總統基本上沒有任何職權，但可經總統授權行使若干權力，權限內容由各國憲法明定之。在「半總統制」國家中，副總統一職不是必要設的職位，例如在俄羅斯聯邦，如果總統出缺一般由總理代理職務，直至選出新總統。

## 各國副總統

### 美国
美國是全世界第一個施行的總統制的政體，從1789年至今一直維持，並且一開始就考量到了做為國家領導人的總統有可能會發生不能視事的情形，故從第一任總統喬治·華盛頓時便有一位副總統約翰·亞當斯同時在位，其任期與總統的完全一樣，因此可以說，美国副总统的歷史就與美国总统的歷史一樣長。美國副總統兼任參議院議長。

#### 副總統職務
- 協助總統處理國政、總統的顧問和代表總統出席重要場合、法定成員
- 兼任參議院議長，参与參議院的运作，副总统以此身份主持（或委托某位参议员主持）参议院相关会议。大多数情况下，副总统不会在参议院中投票，除非需要打破票数持平。副总统还负责主持国会联席会议

#### 副總統選舉方式
初期由於美國沒有政黨，因此會選出美國選舉人團第二高票的候選人成為副總統，因此1797年出現約翰·亞當斯的對手傑弗遜出任副總統。此後總統和副總統分開選出。而現今的美國副總統是與總統一起搭檔參選，經由選舉人團投票最高分別成為總統當選人及副總統當選人。

#### 副總統繼任的情況
繼任的新總統的任期長短不一，就補足該名不能視事的前總統的任期直到該任期結束。正副總統同時出缺時，根據《美國憲法》規定，如此情況下由法律規定某個政府官員為繼位者，換言之，《美國憲法》的制定者不認為副總統以後的暫時繼位者問題到達需要憲法規定的層次。1792年美國國會通過法律〈總統繼位法〉，條文明定：該情況下由參議院臨時院長為第三順位、眾議院議長為第四順位繼位之，該法並沒有再考慮到第四順位以後的情形。1886年美國國會通過〈總統繼位法〉第二版本，條文明定該情況下由內閣各部長依該部設立時間的長短為順序，依序是：國務卿、財政部長、陸軍部長、司法部長、郵政部長、海軍部長、內政部長。1947年美國國會依杜魯門總統的建議修改條文，這個最新的版本延用至今，其順序為：眾議院議長、參議院臨時議長、國務卿、財政部長、國防部長等後面依照1886年版本的精神照內閣各部建立時間長短排序。這次決定意味繼任者會算作第（n+1）任總統。第一位因為〈總統繼位法〉而扶正的美國總統是約翰·泰勒總統，他是美國的第10任總統，1841年接任去世的第九任哈里遜總統未完的任期。
所有的政府首長當出缺時都會有繼任者，唯獨副總統一職沒有繼任。美國第一個死在任期中的副總統是喬治·柯林頓，他是第四任總統詹姆斯·麥迪遜的副總統，他做到麥迪遜總統第一任期剩下11個月又14天時去世，此事引起了副總統是否要補提的廣泛討論。當時美國輿論認為副總統只有備位之功能，而且還有第三跟第四順位者是常設存在的，故麥迪遜總統決定不予補提。此次事件奠定了現在多數總統制國家的法律並不強制規定副總統必須要補額的慣例。美國第一位扶正的泰勒總統接任的整整三年多間也沒有補提新的副總統人選。該種情況一直持續到1967年2月10日《美國憲法第二十五條修正案》被批准實施後。該修正案第二款規定，“凡當副總統職位出缺時，總統應提名一名副總統，經國會兩院都以過半數票批准後就職。”1973年10月10日，理查德·尼克松總統在副總統斯皮羅·阿格紐辭職後，首次應用美國憲法第二十五條修正案，提名傑拉爾德·福特為副總統，經國會參眾兩院投票批准同意後，於同年12月6日宣誓就職。1974年8月9日，尼克松因水門事件辭職，傑拉爾德·福特依法繼任美國總統。成為目前為止，美國歷史上唯一一位未經選舉就接任副總統以及總統的人。同時，他與他任內提名並經國會投票批准的副總統納爾遜·洛克菲勒是目前為止，美國歷史上僅有的兩位沒有經過選舉、而是被指認的總統和副總統。

### 俄羅斯
俄羅斯聯邦副總統在是1991年蘇聯解體後設立的（1991年12月25日前為俄羅斯蘇維埃聯邦社會主義共和國副總統）；當在任的俄羅斯總統出缺（於任內死亡、辭職或者遭到彈劾），將繼任成為新任的總統的第一繼任人選。此外，在俄羅斯總統成為無法履行總統職責的情況下，俄羅斯副總統將承擔總統職責。根據《1978年俄羅斯憲法》第121-2條，年滿35歲而不超過65歲、擁有選舉權的俄羅斯公民可競選副總統。副總統不得同時在國家、公共機構以及在企業部門任職。俄罗斯副总统与总统同时选举，而且副总统候选人由总统候选人提名。副总统在总统的授权下执行任务。在总统缺席或无法履职时，副总统也可代理总统执行政务。自1993年俄羅斯憲政危機後，俄罗斯副总统一職被廢除，俄罗斯总理成為第2最高級別的官職，同時在俄罗斯總統的失能或辭職的情況下，俄罗斯總理將成為代理總統。

### 中華民國
中華民國於1912年建國後，由於政局不穩，國家元首稱臨時大總統，副職稱為副總統。中華民國建立後，孫中山就職為首任臨時大總統，並命湖北都督黎元洪為副總統。後袁世凱繼任為第二任臨時大總統，不久去掉「臨時」二字，職銜改稱為大總統。直至此時，黎元洪依然留任副總統。1915年12月，袁世凱稱帝失敗，隔年6月抑鬱而終。袁世凱死後，黎元洪繼任大總統。1917年黎元洪辭職後，職位由原副總統馮國璋繼任。
依據《中華民國憲法》規定，當總統缺位時，由副總統繼任，至總統任期屆滿為止；或者是總統因故不能視事時，由副總統代行其職權。換言之，副總統只是備位元首，沒有政治實權，但總統可以賦予副總統部分職權。副總統每四年由中華民國全體公民直接投票選舉選出，總統、副總統以單一選舉產生。
中華民國副總統曾一度廢除，後於1948年行憲後恢復。目前因總統逝世而依《中華民國憲法》繼任總統職位的有嚴家淦和李登輝兩位。任內去世的有陳誠。1954年，監察院認為當時的副總統李宗仁在中華民國政府遷台後怠忽職守，對其提出弹劾，使李宗仁成為首位遭彈劾的副總統。首位女性副總統為呂秀蓮，於2000年就任。

### 大韓民國
韩国副总統（副統領，부통령）一职在第一共和國時代以副大統領的名称设置。当初以国会議員的無記名投票的方式選出，第1次憲法改正（1952年7月7日）后变为由国民的普通、平等、秘密、直接選舉的方式選出。但是四月革命後的第3次憲法改正后、大韓民國副总统一職被廢止。

## 设立過副总统的国家
| 主权国家         | 备位元首（副总统、副主席、副委员长） | 国家元首             | 政府首脑             | 立法首脑                                             |
| ---------------- | ------------------------------------ | -------------------- | -------------------- | ---------------------------------------------------- |
| 阿富汗           | 阿富汗副总统                         | 阿富汗总统           | 阿富汗总理           | 阿富汗议会议长                                       |
| 安哥拉           | 安哥拉副总统                         | 安哥拉总统           | 安哥拉总统           | 安哥拉议会议长                                       |
| 埃及             | 埃及副总统                           | 埃及总统             | 埃及总理             | 埃及议会议长                                         |
| 玻利维亚         | 玻利维亚副总统                       | 玻利维亚总统         | 玻利维亚总统         | 玻利维亚议会议长                                     |
|                  | 博茨瓦纳副总统                       | 博茨瓦纳总统         | 博茨瓦纳总理         | 博茨瓦纳议会议长                                     |
| 巴西             | 巴西副总统                           | 巴西总统             | 巴西总统             | 巴西参议院议长、巴西众议院议长                       |
| 刚果共和国       | 刚果共和国副总统                     | 刚果共和国总统       | 刚果共和国总理       | 刚果共和国议会议长                                   |
| 保加利亚         | 保加利亚副总统                       | 保加利亚总统         | 保加利亚总理         | 保加利亚议会议长                                     |
|                  | 布隆迪副总统                         | 布隆迪总统           | 布隆迪总理           | 布隆迪议会议长                                       |
| 哥伦比亚         | 哥伦比亚副总统                       | 哥伦比亚总统         | 哥伦比亚总统         | 哥伦比亚议会议长                                     |
|                  | 科摩罗副总统                         | 科摩罗总统           | 科摩罗总统           | 科摩罗议会议长                                       |
|                  | 哥斯达黎加副总统                     | 哥斯达黎加总统       | 哥斯达黎加总统       | 哥斯达黎加议会议长                                   |
|                  | 多米尼加共和国副总统                 | 多米尼加共和国总统   | 多米尼加总统         | 多米尼加议会议长                                     |
|                  | 厄瓜多尔副总统                       | 厄瓜多尔总统         | 厄瓜多尔总统         | 厄瓜多尔议会议长                                     |
| 薩爾瓦多         | 萨尔瓦多副总统                       | 萨尔瓦多总统         | 萨尔瓦多总统         | 萨尔瓦多议会议长                                     |
| 赤道几内亚       | 赤道几内亚副总统                     | 赤道几内亚总统       | 赤道几内亚总理       | 赤道几内亚议会议长                                   |
|                  | 冈比亚副总统                         | 冈比亚总统           | 冈比亚总统           | 冈比亚议会议长                                       |
|                  | 加纳副总统                           | 加纳总统             | 加纳总理             | 加纳议会议长                                         |
|                  | 危地马拉副总统                       | 危地马拉总统         | 危地马拉总统         | 危地马拉议会议长                                     |
|                  | 圭亚那副总统                         | 圭亚那总统           | 圭亚那总理           | 圭亚那国民议会议长                                   |
|                  | 洪都拉斯副总统                       | 洪都拉斯总统         | 洪都拉斯总统         | 洪都拉斯议会议长                                     |
| 印度             | 印度副總統                           | 印度總統             | 印度总理             | 印度联邦院议长、印度人民院议长                       |
| 印度尼西亞       | 印度尼西亚副总统                     | 印度尼西亚总统       | 印尼总理             | 印尼人民协商会议议长、印尼地方理事会议长             |
| 伊拉克           | 伊拉克副总统                         | 伊拉克总统           | 伊拉克总理           | 伊拉克联邦国民议会议长                               |
| 伊拉克库尔德斯坦 | 伊拉克库尔德斯坦副总统               | 伊拉克库尔德斯坦总统 | 伊拉克库尔德斯坦总理 | 伊拉克联邦库尔德斯坦国民议会议长                     |
| 基里巴斯         | 基里巴斯副总统                       | 基里巴斯總統         | 基里巴斯總統         | 基里巴斯议会议长                                     |
| 马拉维           | 马拉维副总统                         | 马拉维总统           | 马拉维总理           | 马拉维议会议长                                       |
| 馬爾地夫         | 马尔代夫副总统                       | 马尔代夫总统         | 马尔代夫总统         | 马尔代夫议会议长                                     |
| 马来西亚         | 马来西亚副最高元首                   | 马来西亚最高元首     | 马来西亚首相         | 马来西亚联邦议会议长                                 |
| 模里西斯         | 毛里求斯副总统                       | 毛里求斯总统         | 毛里求斯总理         | 毛里求斯议会议长                                     |
| 密克羅尼西亞聯邦 | 密克罗尼西亚联邦副总统               | 密克罗尼西亚联邦总统 | 密克罗尼西亚联邦总统 | 密克罗尼西亚联邦议会议长                             |
| 纳米比亚         | 納米比亞副總統                       | 納米比亞總統         | 纳米比亚总理         | 纳米比亚全国委员会主席、纳米比亚国民议会议长         |
| 尼泊尔           | 尼泊尔副总统                         | 尼泊尔总统           | 尼泊尔总理           | 尼泊尔联邦参议院议长、尼泊尔联邦众议院议长           |
| 尼加拉瓜         | 尼加拉瓜副总统                       | 尼加拉瓜总统         | 尼加拉瓜总统         | 尼加拉瓜议会议长                                     |
| 奈及利亞         | 尼日利亚副总统                       | 尼日利亚总统         | 尼日利亚总统         | 尼日利亚联邦议会议长                                 |
| 帛琉             | 帕劳副总统                           | 帕劳总统             | 帕劳总统             | 帕劳议会议长                                         |
| 巴拿马           | 巴拿马副总统                         | 巴拿马总统           | 巴拿马总统           | 巴拿马议会议长                                       |
| 巴拉圭           | 巴拉圭副总统                         | 巴拉圭总统           | 巴拉圭总统           | 巴拉圭议会议长                                       |
| 秘魯             | 秘鲁副总统                           | 秘鲁总统             | 秘鲁总理             | 秘鲁议会议长                                         |
|                  | 塞拉利昂副总统                       | 塞拉利昂总统         | 塞拉利昂总理         | 塞拉利昂议会议长                                     |
| 賽普勒斯         | 塞浦路斯副总统                       | 塞浦路斯总统         | 塞浦路斯总统         | 塞浦路斯众议院议长                                   |
| 塞舌尔           | 塞舌尔副总统                         | 塞舌尔总统           | 塞舌尔总理           | 塞舌尔议会议长                                       |
| 南非             | 南非副总统                           | 南非总统             | 南非总统             | 全国省级事务委员会主席、南非国民议会议长             |
| 南蘇丹           | 南苏丹副总统                         | 南苏丹总统           | 南苏丹总统           | 南苏丹共和国议会议长                                 |
| 苏里南           | 苏里南副总统                         | 苏里南总统           | 苏里南总理           | 苏里南议会议长                                       |
| 瑞士             | 瑞士副总统                           | 瑞士聯邦總統         | 瑞士聯邦委員會       | 瑞士联邦院主席、瑞士国民院主席                       |
| 叙利亚           | 叙利亚副总统                         | 叙利亚总统           | 叙利亚总理           | 叙利亚议会议长                                       |
| 坦桑尼亚         | 坦桑尼亚副总统                       | 坦桑尼亚总统         | 坦桑尼亚总理         | 坦桑尼亚议会议长                                     |
| 土耳其           | 土耳其副总统                         | 土耳其总统           | 土耳其总理           | 土耳其大国民议会议长                                 |
|                  | 土库曼斯坦副总统                     | 土库曼斯坦总统       | 土库曼斯坦总统       | 土库曼斯坦议会议长                                   |
| 中華民國         | 中華民國副总统                       | 中華民國总统         | 行政院院長           | 立法院院長                                           |
| 乌干达           | 乌干达副总统                         | 乌干达总统           | 乌干达总理           | 乌干达议会议长                                       |
| 阿联酋           | 阿拉伯联合酋长国副总统               | 阿拉伯联合酋长国总统 | 阿拉伯联合酋长国总理 | 阿联酋议会议长                                       |
| 乌拉圭           | 乌拉圭副总统                         | 乌拉圭总统           | 乌拉圭总统           | 乌拉圭共和国议会议长                                 |
| 委內瑞拉         | 委内瑞拉副总统                       | 委内瑞拉总统         | 委内瑞拉总统         | 委内瑞拉全国代表大会议长                             |
| 葉門             | 也门副总统                           | 也门总统             | 也门总理             | 也门共和国议会议长                                   |
| 尚比亞           | 赞比亚副总统                         | 赞比亚总统           | 赞比亚总理           | 赞比亚议会议长                                       |
| 辛巴威           | 津巴布韦副总统                       | 津巴布韦总统         | 津巴布韦总理         | 津巴布韦议会议长                                     |
| 阿尔及利亚       | 阿爾及利亞副总统                     | 阿尔及利亚总统       | 阿尔及利亚总理       | 阿尔及利亚国民议会议长                               |
|                  | 索马里副总统                         | 索马里总统           | 索马里总统           | 索马里联邦议会议长                                   |
| 索馬利蘭         | 索马里兰副总统                       | 索马里兰总统         | 索马里兰总统         | 索马里兰共和国议会议长                               |
| 德涅斯特河沿岸   | 德涅斯特河沿岸共和國副总统           | 德涅斯特河沿岸总统   | 德涅斯特河沿岸总理   | 德涅斯特河沿岸最高议会议长                           |
| 阿布哈茲         | 阿布哈兹共和国副总统                 | 阿布哈茲總統         | 阿布哈兹总理         | 阿布哈兹议会议长                                     |
| 巴勒斯坦         | 巴勒斯坦國副总统                     | 巴勒斯坦国总统       | 巴勒斯坦总理         | 巴勒斯坦立法委员会主席                               |
| 利比亞           | 利比亞总统委员会副主席               | 利比亚总统委员会主席 | 利比亚总理           | 利比亚国民代表大会主席、利比亚国民议会主席           |
| 利比里亚         | 利比里亞副总统                       | 利比里亚总统         | 利比里亚总统         | 利比里亚议会议长                                     |
|                  | 科特迪瓦副总统                       | 科特迪瓦总统         | 科特迪瓦总理         | 科特迪瓦议会议长                                     |
| 阿根廷           | 阿根廷副总统                         | 阿根廷总统           | 阿根廷总统           | 阿根廷议会议长                                       |
| 緬甸             | 缅甸副总统                           | 缅甸总统             | 缅甸总理             | 缅甸联邦院议长、缅甸人民院议长                       |
|                  | 肯尼亚副总统                         | 肯尼亚总统           | 肯尼亚总理           | 肯尼亚议会议长                                       |
| 菲律賓           | 菲律賓副總統                         | 菲律宾总统           | 菲律宾总理           | 菲律宾议会议长（菲律宾参议院议长、菲律宾众议院议长） |
| 苏丹             | 苏丹副总统                           | 苏丹总统             | 苏丹总理             | 苏丹议会议长                                         |
| 伊朗             | 伊朗副總統                           | 伊朗总统             | 伊朗总统             | 伊斯兰议会议长                                       |
|                  | 阿塞拜疆副总统                       | 阿塞拜疆总统         | 阿塞拜疆总理         | 阿塞拜疆国民议会主席                                 |
| 美国             | 美国副总统                           | 美国总统             | 美国总统             | 美国参议院议长、美国参议院临时议长、美國眾議院議長   |
| 俄羅斯           | 俄罗斯副总统                         | 俄罗斯总统           | 俄罗斯总理           | 俄罗斯联邦委员会主席、国家杜马主席                   |
|                  | 韩国副总统                           | 韩国总统             | 韩国总理             | 韩国国会议长                                         |
| 中國             | 中国国家副主席                       | 中国国家主席         | 中国总理             | 全国人民代表大会常务委员会委员长                     |
| 越南             | 越南国家副主席                       | 越南国家主席         | 越南总理             | 越南国会主席                                         |
|                  | 寮國國家副主席                       | 寮國國家主席         | 老挝总理             | 老挝国会主席                                         |
| 古巴             | 古巴国家副主席                       | 古巴国家主席         | 古巴总理             | 全国人民政权代表大会常务委员会主席                   |
|                  | 朝鲜国家副主席                       | 朝鲜国家主席         | 朝鲜总理             | 最高人民会议常任委员会委员长                         |